# 米耶·赫伊伦德
米耶·恩格罗布·赫伊伦德（丹麥語：Mie Enggrob Højlund，1997年10月24日—），丹麦女子手球运动员，2021年世界女子手球锦标赛铜牌得主、2023年世界女子手球锦标赛铜牌得主、2024年夏季奥林匹克运动会女子铜牌得主。